# Martí Bosch i Pontius
Martí Bosch i Pontius fou un organista català de la primera meitat del segle xix. Exercí com a organista de la parròquia de Santa Maria de Mataró probablement entre 1817 i principis de 1820, quan presentà la seva dimissió. El succeí en el seu càrrec de magisteri de l'orgue Baltasar Dorda i Lloveras.